# Südstadt (Karlsruhe)

Localização de Südstadt na cidade de Karlsruhe

Südstadt é um bairro de Karlsruhe, situado entre o bairro Innenstadt-Ost e a Karlsruhe Hauptbahnhof.

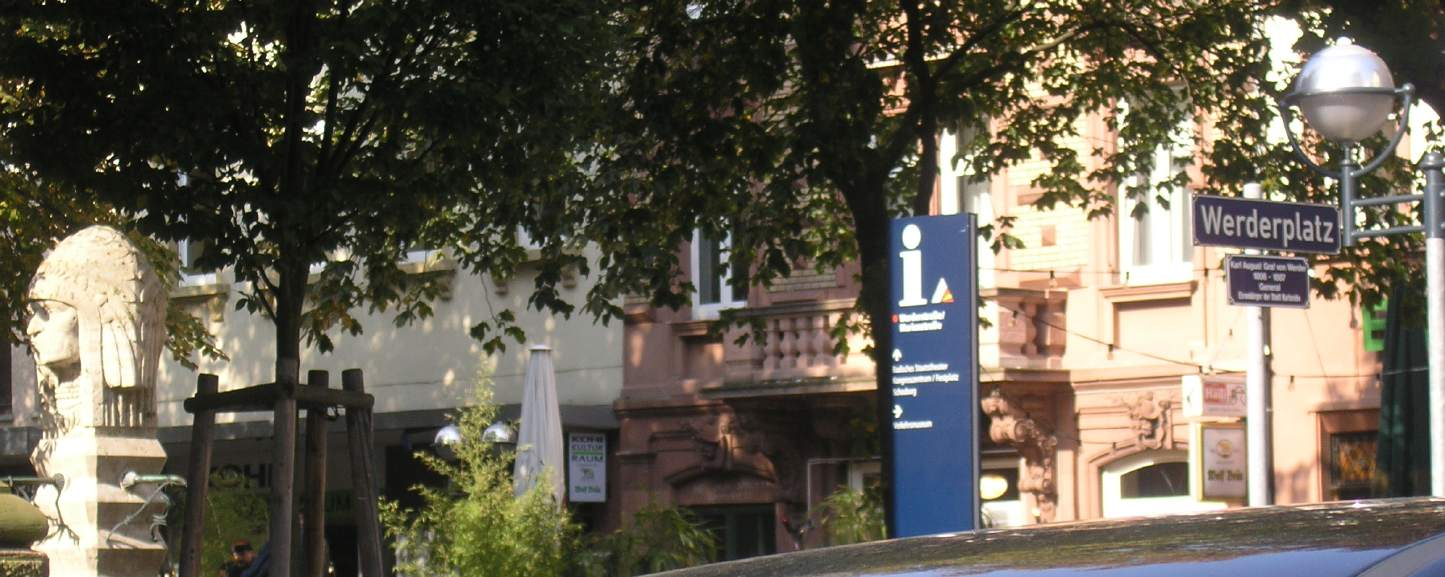
Indianer-Brunnen am Werderplatz
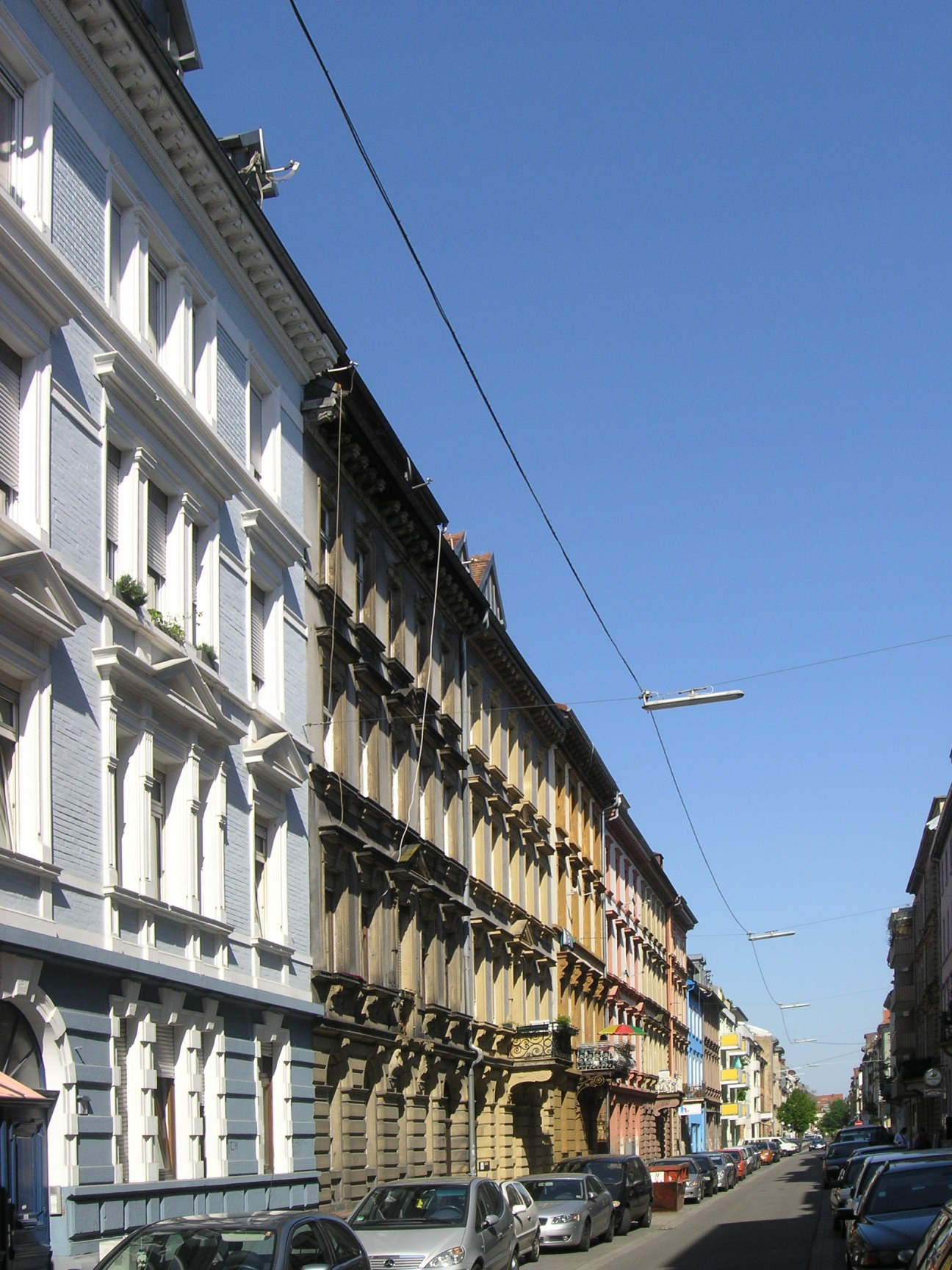
Schützenstraße
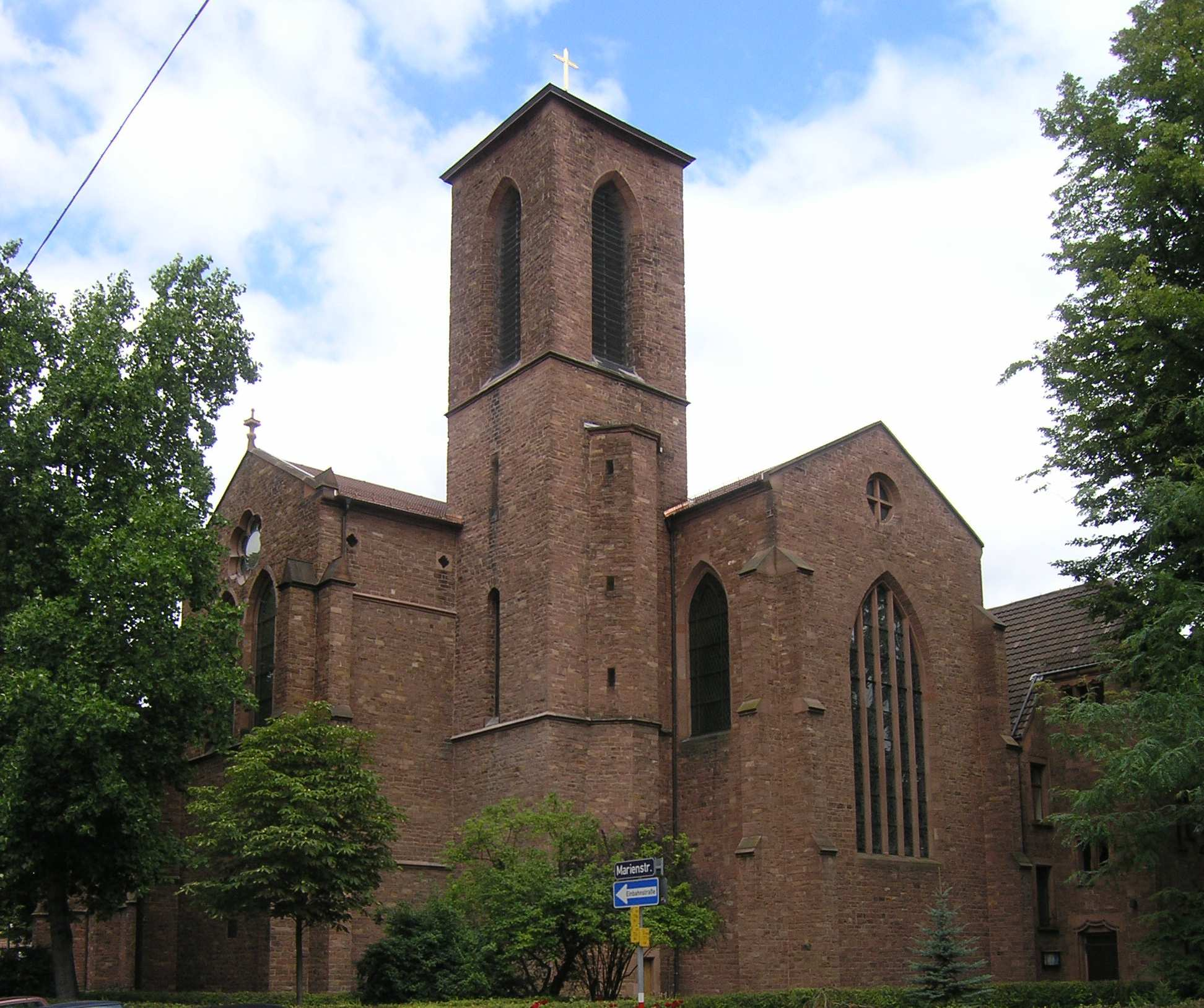
Katholische Kirche Unsere Liebe Frau
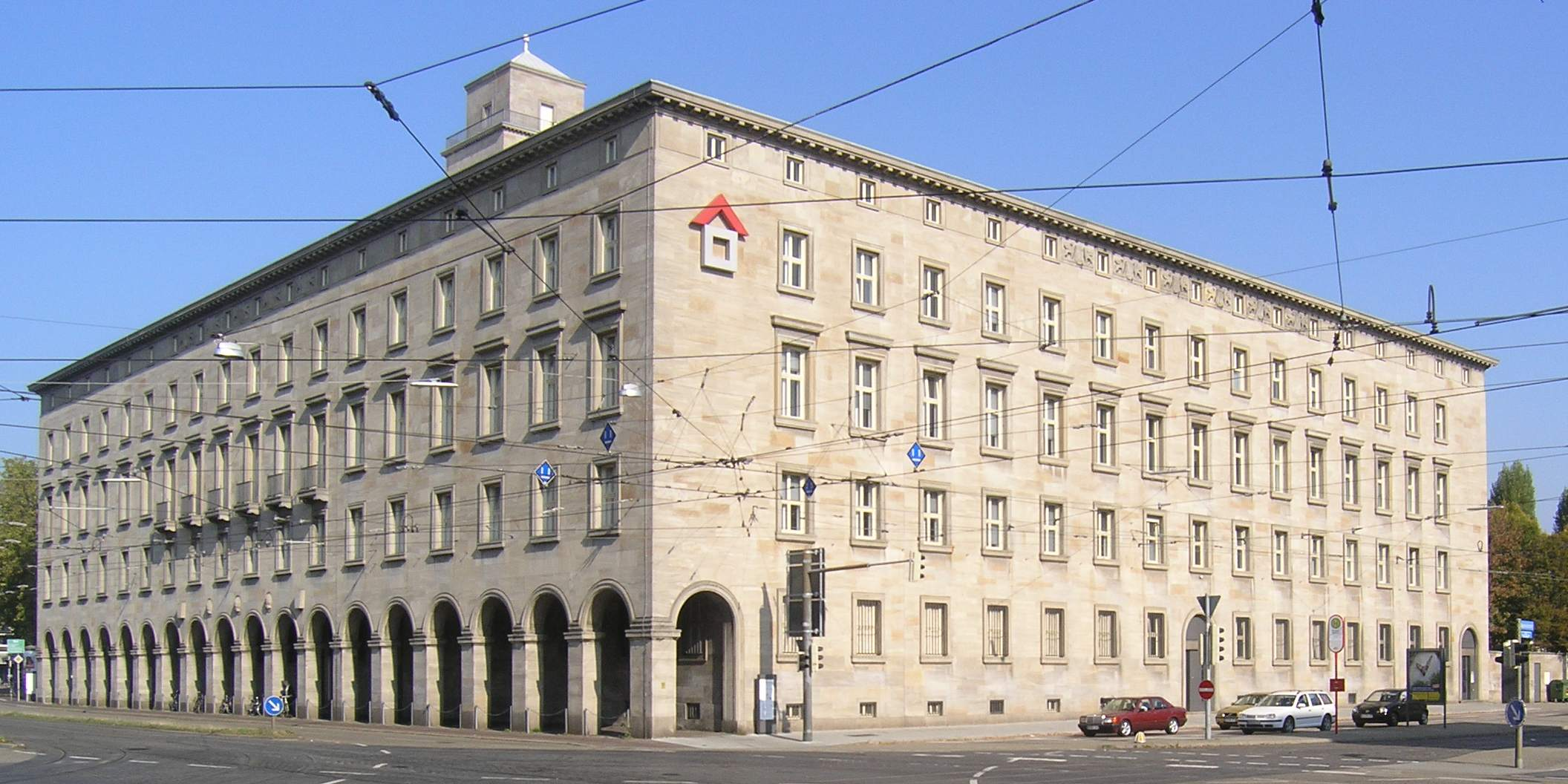
Oberpostdirektion